# Hammam

Wnętrze irańskiego hammamu

Hammam (arab. حمّام hammām, حمام hamām, tur. hamam) – łaźnia lub sauna turecka.
Arabski gramatyk Ibn Sida wywodzi nazwę od słowa al-ḥamīm ("siła letniego gorąca").
W tureckim słowo ḥamām oznacza łazienkę lub toaletę (?).